# Matariki

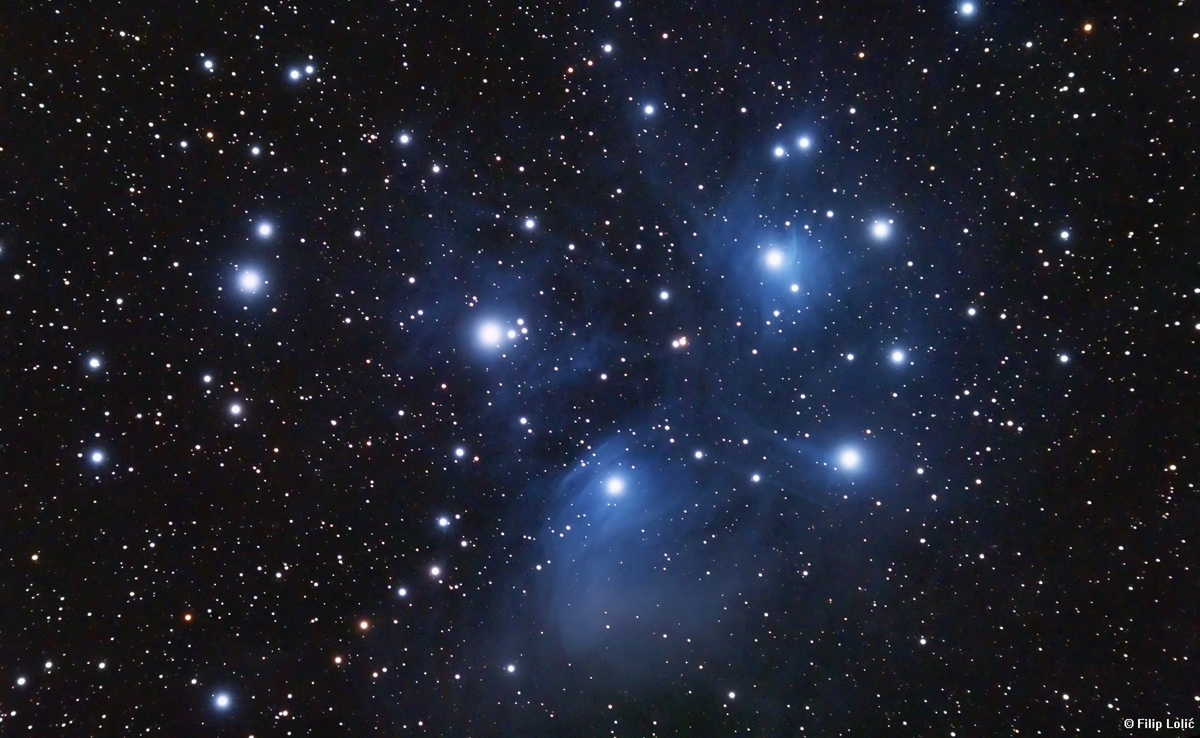
Matariki, in maori è il nome delle Pleiadi (nella foto)

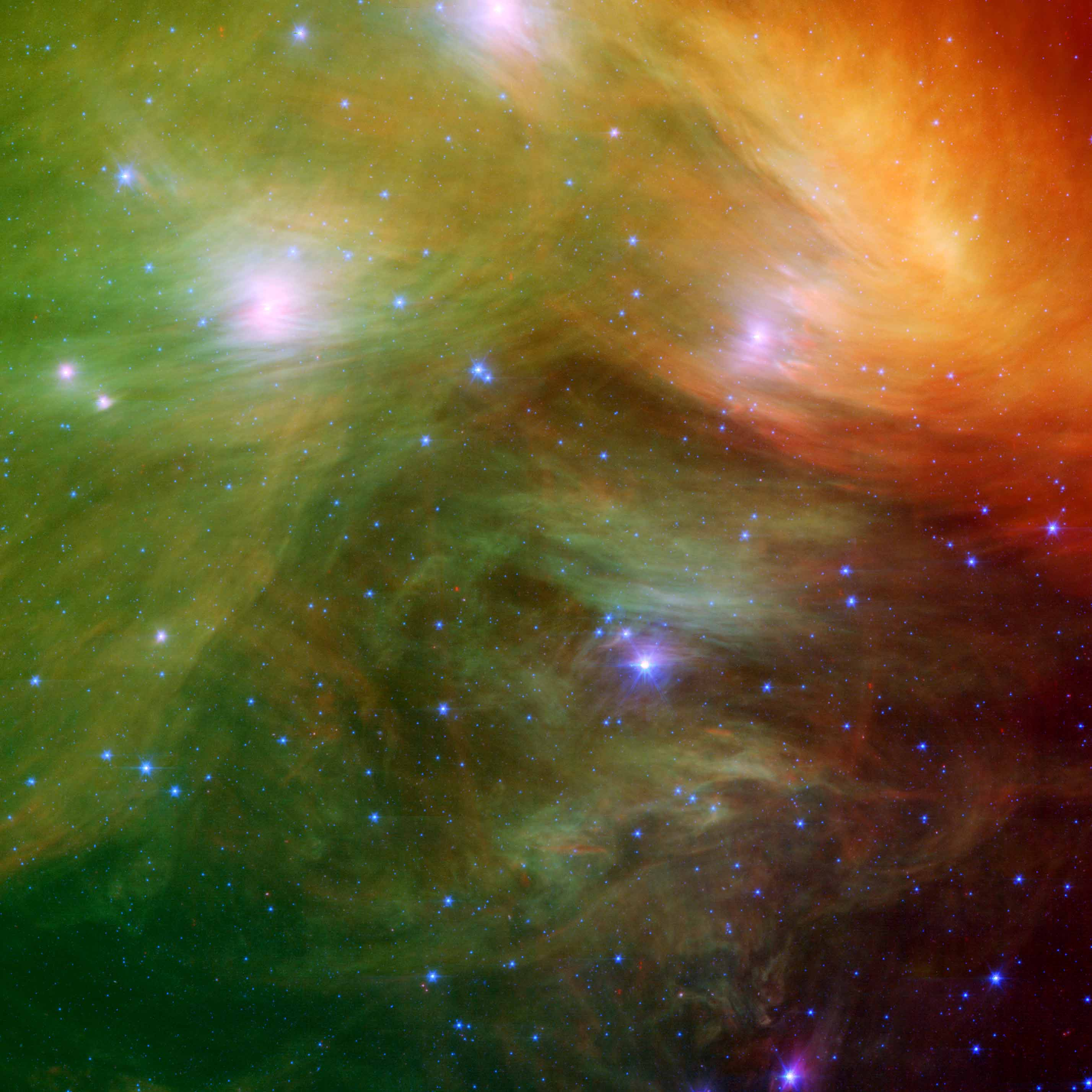
Un'immagine a infrarossi che rivela i dettagli interstellari

Nella lingua maori Matariki è sia il nome dell'ammasso stellare delle Pleiadi che la stagione della sua levata eliaca alla fine di maggio o a inizio giugno. Questo segna l'inizio di un nuovo anno. Diverse persone celebrano il Matariki in momenti diversi; alcuni quando Matariki sorge a fine maggio o nei primi giorni di giugno, mentre altri alla prima Luna piena o alla prima luna dopo il sorgere di Matariki.
Matariki è la versione abbreviata di Ngā mata o te ariki o Tāwhirimātea o "gli occhi del dio Tāwhirimātea", ma qualche volta è tradotto in maniera non corretta come "piccoli occhi". Parole simili si trovano diverse lingue polinesiane, derivanti dal proto-polinesiano *mataliki, che ha il significato di minuto, piccolo; l'uso del termine per la costellazione delle Pleiadi è anch'esso antico ed è stato ripreso dalle lingue dell'est del Pacifico.

## Maori
L'ammasso stellare è stato importante per la navigazione e per ragioni temporali. Il primo sorgere delle Pleiadi e di Rigel (Puanga in maori del nord, Puaka in maori del sud) avvengono proprio prima del sorgere del Sole a fine maggio o a inizio giugno. Il reale momento del festeggiamento di Matariki varia: alcuni iwi (tribù o clan) lo celebrano immediatamente, altri attendono fino al sorgere della successiva Luna piena o l'alba della successiva Luna nuova, altri utilizzano il sorgere di Puanga/Rigel in modo simile.
In tempi più lontani, Matariki era una stagione per festeggiare e per il preparare il terreno per l'anno successivo. Venivano offerti agli dei i prodotti della terra, tra cui a Rongo, dio del cibo coltivato. Quel momento dell'anno era anche utile per istruire i membri più giovani sui segreti della terra e delle foreste. Inoltre, alcuni uccelli e pesci erano particolarmente agevoli da catturare in quel periodo.
Il nome Matariki è anche il nome della stella centrale dell'ammasso, con le stelle attorno denominata Tupu-ā-nuku, Tupu-ā-rangi, Waitī, Waitā, Waipunā-ā-rangi e Ururangi.

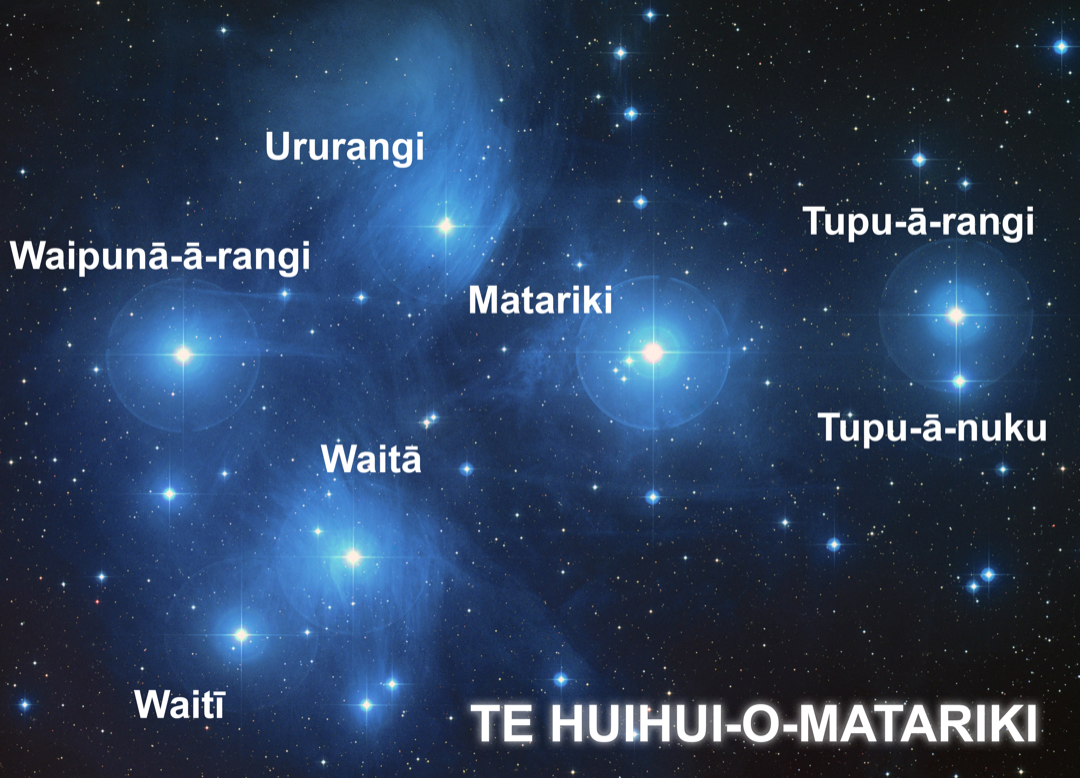
La costellazione Matariki, con i nomi delle stelle in lingua maori

## Recente ripresa

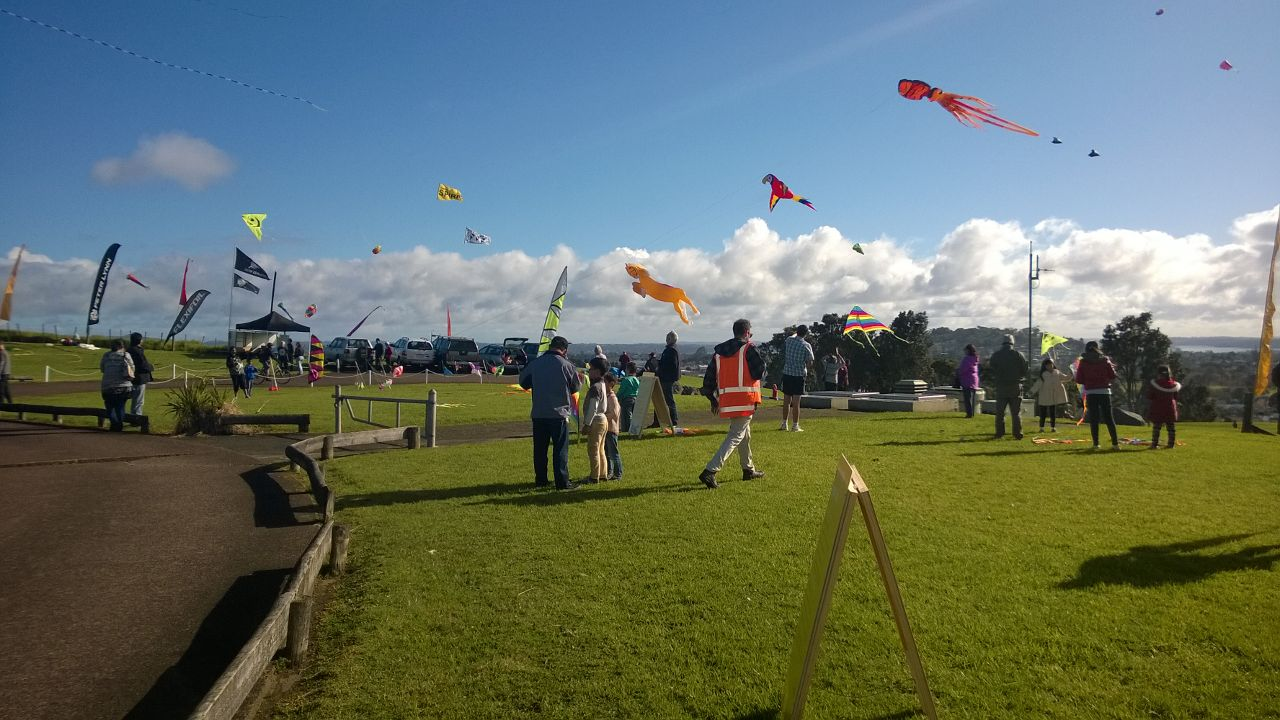
Festeggiamento di Matariki a un festival di aquiloni. Auckland, 2015

Nel 2001 la commissione della lingua maori ha iniziato a "reclamare Matariki come un momento importante per la rinascita della cultura māori". Da allora è diventata pratica sempre più comune per varie istituzioni di festeggiare Matariki in diversi modi e nel periodo di una settimana o un mese tra l'inizio di giugno e la fine di agosto.